# Эпизод сражения при Валерике 11 июля 1840 года
«Эпизод сражения при Валерике 11 июля 1840 года» — акварельный рисунок поэта М. Ю. Лермонтова и художника Г. Г. Гагарина. На рисунке изображён эпизод Кавказской войны — одна из сцен рукопашной схватки при сражении на реке Валери́к. Лермонтов выполнил рисунок композиции, Гагарин дописал его акварелью.

## Описание
11 июля 1840 года поручик Тенгинского пехотного полка М. Лермонтов участвовал в действующем отряде генерала Галафеева в кровопролитном сражении на левом фланге кавказской линии, в Чечне, на речке Валерик с чечен. речка смерти, где осуществлял связь между Галафеевым и передовыми частями, штурмовавшими Гехинский лес. Тогда, после битвы, появились первые карандашные наброски, рассказавшие об этом событии.
На переднем плане сражается группа горцев они отражают штыковую атаку русских, вооруженных винтовками. Отступая под натиском, выносят с поля боя тело убитого товарища. Согласно обычаю чеченцев, оставшиеся в живых обязаны были забирать с поля сражения тела убитых, а не бросать их на поношение врагам. Около срубленного дерева, и в глубине лежат убитые горцы. На заднем плане видны очертание горы Бештау.
Надпись на акварели рукою Гагарина подтверждает, что рисунок выполнен Лермонтовым, раскрашен Гагариным: (фр. Dessin dê Lermontoff aguarellé par moi pendant ma convalescence a Kislovodsk 11 juilles 1840) — «Рисунок Лермонтова, раскрашенный мною во время пребывания в Кисловодске», и в середине чернилами: «Эпизод из сражения при Валерике (Чечня 1840)».
В 1898 году из семьи художника акварель поступила в Русский государственный музей.
Лермонтов создал еще один рисунок, посвященный сражению «При валерике. Похороны убитых 12 июля 1840 г.»
Сразу после боя Михаил Лермонтов написал стихотворении «Валерик».